# Park Narodowy Hoge Kempen

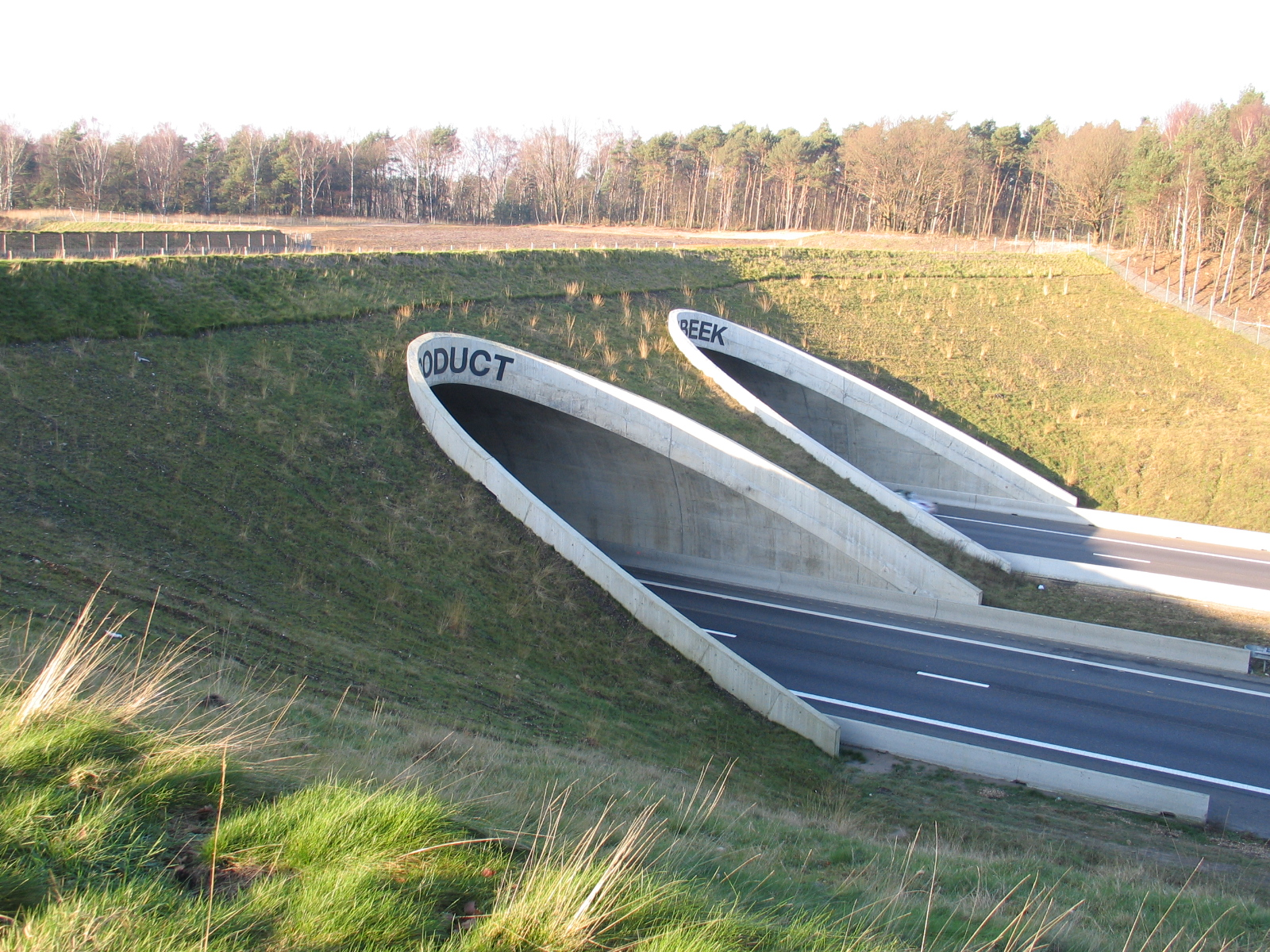
Zielony most

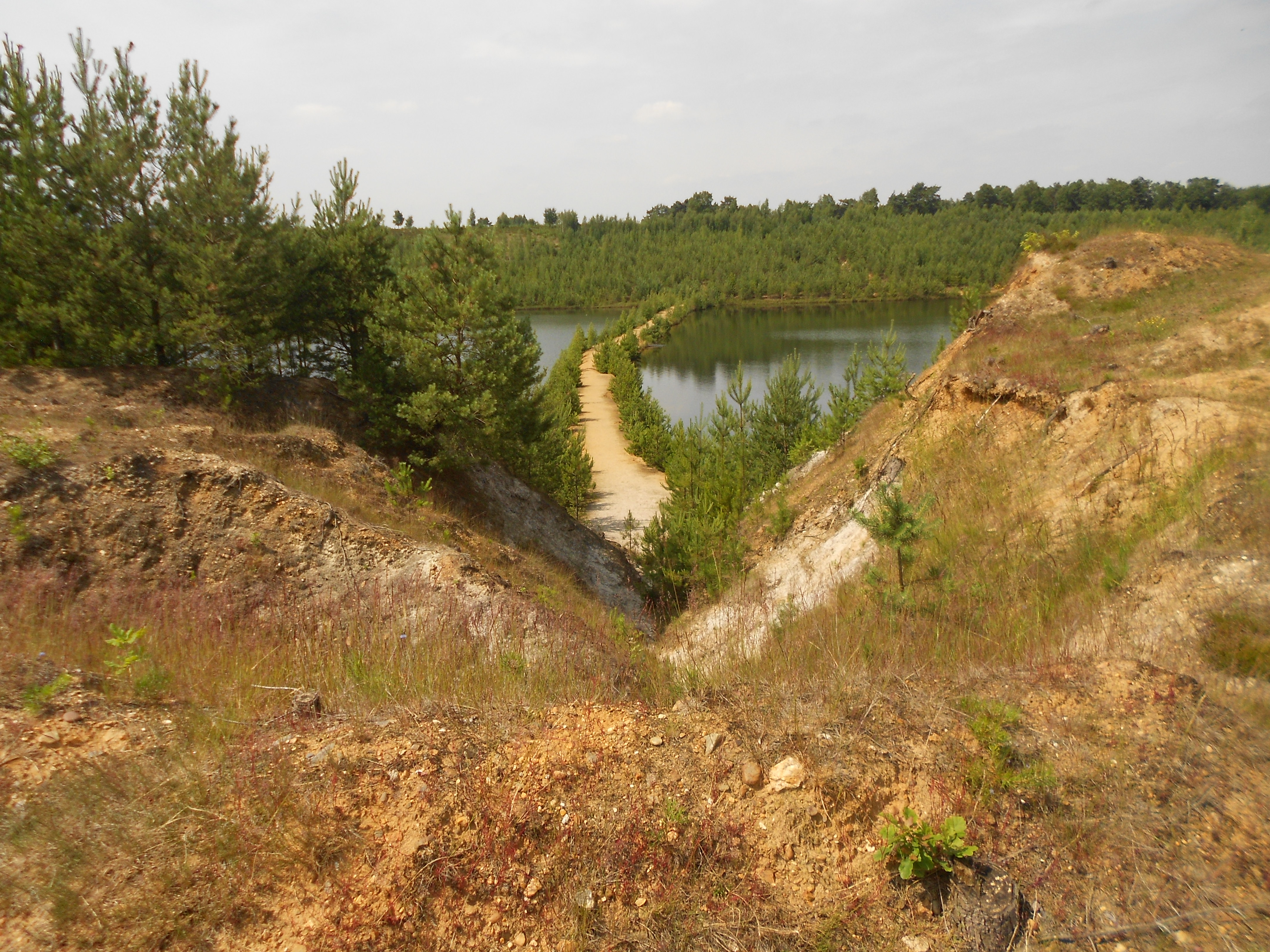
Hoge Kempen

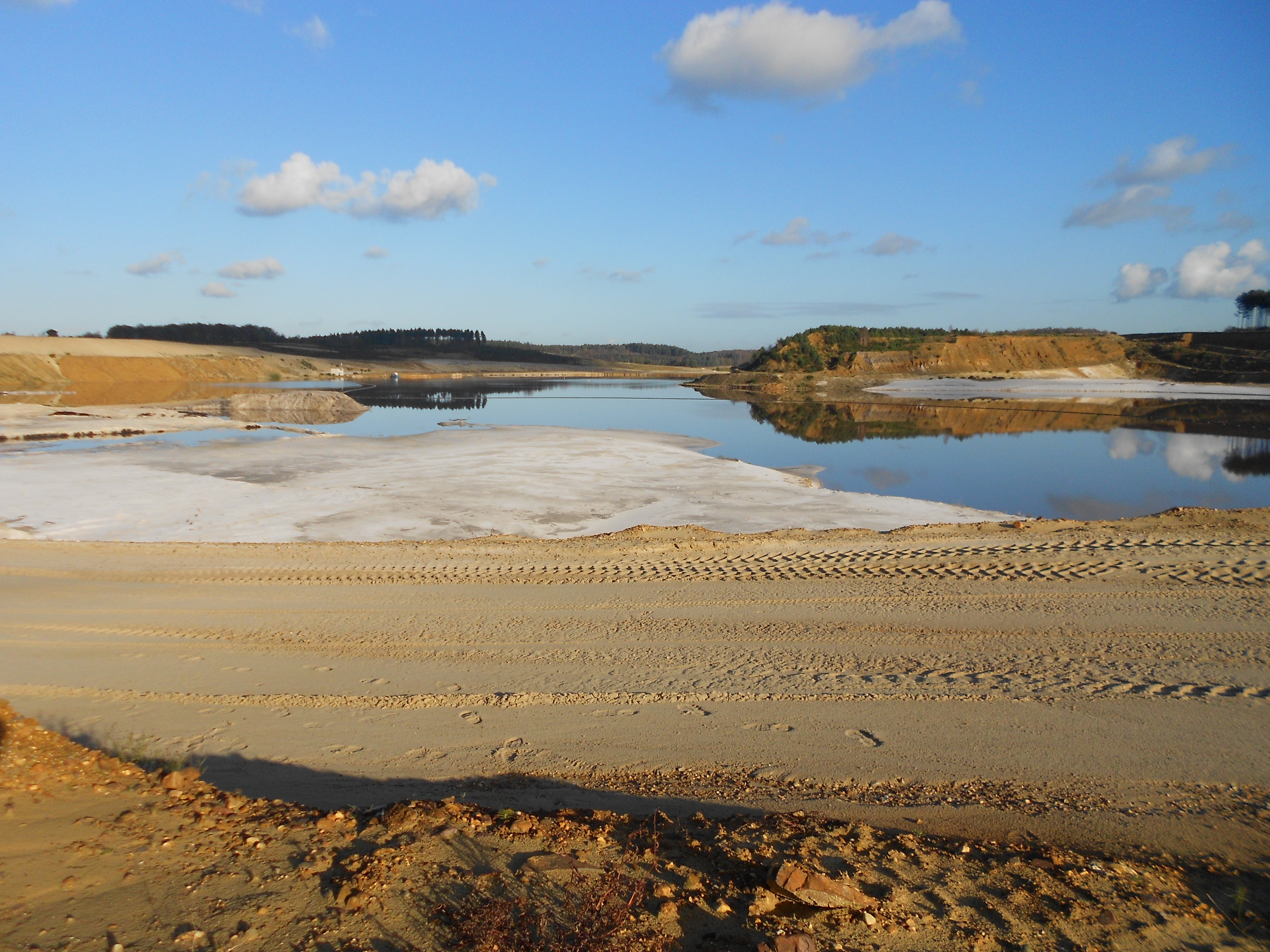
Hoge Kempen

Park Narodowy Hoge Kempen (niderl. Nationaal Park Hoge Kempen) – park narodowy w Limburgii w Regionie Flamandzkim Belgii. Założony w 2006 roku, obejmuje ochroną obszar ponad 57 km² wrzosowisk i lasów z wieloma głazami naniesionymi z Ardenów przez Mozę w okresie epoki lodowej.
W 2011 roku Park Narodowy Hoge Kempen został wpisany na belgijską listę informacyjną UNESCO – listę obiektów, które Belgia zamierza rozpatrzyć do zgłoszenia do wpisu na listę światowego dziedzictwa UNESCO.

## Położenie
Park znajduje się w Limburgii w Regionie Flamandzkim na terenie gmin Dilsen-Stokkem, Maasmechelen, Zutendaal, Lanaken, Genk i As. Jego powierzchnia zajmuje ponad 57 km².

## Historia
Początki prac nad utworzeniem parku sięgają lat 90. XX wieku, kiedy powstała w 1990 roku organizacja Regionaal Landschap Kempen en Maasland (RLKM) zaczęła działać na rzecz powstania parku. W 1998 roku rząd Flandrii zlecił jej napisanie masterplanu, który został przedłożony minister regionu w 2001 roku. W 2002 roku projekt został przyjęty do realizacji. W 2004 roku otwarto zielony most, który połączył tereny Hoge Kempen przedzielone autostradą. Uroczyste otwarcie parku miało miejsce 23 marca 2006 roku w obecności m.in. przedstawicieli władz lokalnych i regionalnych oraz komisarza UE ds. środowiska Stawrosa Dimasa.
W 2011 roku Park Narodowy Hoge Kempen został wpisany na belgijską listę informacyjną UNESCO – listę obiektów, które Belgia zamierza rozpatrzyć do zgłoszenia do wpisu na listę światowego dziedzictwa UNESCO.

## Krajobraz
Teren parku ma charakter pagórkowaty ze wzniesieniami ok. 50–100 m. Obejmuje wrzosowiska i lasy z wieloma głazami naniesionymi z Ardenów przez Mozę w okresie epoki lodowej.
Z uwagi na słabą jakość gleb (piaski i żwiry) nie nadającą się do działalności rolniczej, na obszarze tym rozwinął się wypas owiec i bydła. Aby zapewnić paszę dla zwierząt stosowano regularne koszenie i wypalanie roślinności, co przyczyniło się do powstania wrzosowisk.
Lasy iglaste zostały posadzone przez człowieka, by dostarczać belek drewnianych na potrzeby znajdujących się w okolicy kopalń węgla kamiennego, które funkcjonowały przez 90 lat. Ponadto w regionie wydobywano żwir i piasek.

## Flora i fauna
Na terenie parku występuje ponad 7 tys. gatunków flory i fauny.
Wrzosowiska porastają wrzos zwyczajny i wrzośce. Żyje tu wiele ptaków, m.in. numenius, lerka i lelkowate.
We wschodniej części parku, o bardziej kontynentalnym klimacie, rośnie m.in. dąb bezszypułkowy. Na południowych zboczach pagórków występują ciepłolubne owady, m.in. siwoszek błękitny i paź królowej.
Ponadto na terenie parku spotkać można gniewosza plamistego, żabę moczarową, ropuchę paskówkę i jaszczurkę żyworodną. Lasy zamieszkują stada jeleni.